# HD 173416
HD 173416 — звезда, которая находится в созвездии Лиры на расстоянии около 440 световых лет от нас. Вокруг звезды обращается, как минимум, одна планета.

## Характеристики
Звезда представляет собой жёлтый гигант с диаметром и массой, равными 13,5 и 2 солнечных соответственно. Температура поверхности составляет около 4683 кельвинов, при этом по яркости HD 173416 превосходит наше дневное светило в 78 раз.

## Планетная система
В 2009 году группой китайских (Наблюдательная станция Синлун) и японских астрономов было объявлено об открытии планеты HD 173416 b в данной системе. Это газовый гигант, по массе превосходящий Юпитер в 2,7 раза. Он обращается на расстоянии 1,16 а. е. от родительской звезды и совершает полный оборот за 324 суток. Планета была обнаружена с помощью метода Доплера.